# Ivana Arelić
Ivana Arelić (7 de noviembre de 2002) es una deportista croata que compite en taekwondo. Ganó una medalla de bronce en el Campeonato Europeo de Taekwondo de 2024, en la categoría de –62 kg.

## Palmarés internacional
| Campeonato Europeo | Campeonato Europeo | Campeonato Europeo | Campeonato Europeo |
| Año                | Lugar              | Medalla            | Categoría          |
| ------------------ | ------------------ | ------------------ | ------------------ |
| 2024               | Belgrado (Serbia)  | Medalla de bronce  | –62 kg             |